# Mitra Hejazipour
Mitra Hejazipour (19 de febrer de 1993) és una jugadora d'escacs iraniana que té el títol de Gran Mestre Femení des del 2015.
A la llista d'Elo de la FIDE del març de 2020, hi tenia un Elo de 2300 punts, cosa que en feia la jugadora (en actiu) número 4 de l'Iran. El seu màxim Elo va ser de 2357 punts, a la llista del setembre de 2011.

## Resultats destacats en competició
Fou campiona de l'Iran l'any 2012, i subcampiona en els anys 2013 i 2014.
El 2015 va pendre part al Campionat del món femení on fou eliminada a la primera ronda en perdre davant sueca Pia Cramling. El setembre de 2015 fou campiona d'Àsia a Al Ain (Filipines).

### Participació en olimpíades d'escacs
Hejazipour ha participat, representant l'Iran, en quatre Olimpíades d'escacs entre els anys 2008 i 2014, amb el resultat de (+15=5−8), per un 62,5% de la puntuació. El seu millor resultat el va fer a les Olimpíada del 2014 en puntuar 5½ de 8 (+4 =3 -1), amb el 68,8% de la puntuació, amb una performance de 2300.